# Cyathocalyx zeylanicus
Cyathocalyx zeylanicus Champ. ex Hook.f. & Thomson – gatunek rośliny z rodziny flaszowcowatych (Annonaceae Juss.). Występuje naturalnie w Indonezji, Tajlandii, Indiach (w stanach Kerala i Tamilnadu) oraz na Sri Lance. 

## Morfologia
PokrójZimozielone drzewo dorastające do 20–30 m wysokości. Kora ma czarną barwę.
LiścieMają eliptycznie podłużny kształt. Mierzą 20–27 cm długości oraz 5–9 cm szerokości. Są skórzaste. Nasada liścia jest klinowa. Blaszka liściowa jest o krótko spiczastym wierzchołku. Ogonek liściowy jest nagi i dorasta do 10 mm długości.
KwiatySą pojedyncze lub zebrane w pary. Rozwijają się w kątach pędów. Działki kielicha dorastają do 4–5 mm długości, są owłosione i lekko zrośnięte. Płatki mają podłużnie lancetowaty kształt i zielonkawą barwę, osiągają do 25–40 mm długości, są owłosione. Kwiaty mają 1 słupek o cylindrycznym kształcie i długości 4 mm.
OwocePojedyncze. Mają jajowaty kształt. Osiągają 5–7 cm długości.

## Biologia i ekologia
Kwitnie od kwietnia do czerwca, natomiast owoce pojawiają się od października do listopada.